# Santa Margherita di Staffora
Santa Margherita di Staffora (Santa Margarita in dialetto locale) è un comune italiano sparso di 423 abitanti della provincia di Pavia in Lombardia. Si trova nella zona montana dell'Oltrepò Pavese, nell'alta valle Staffora. La sede comunale è Casanova di Destra, sito a fondo valle, mentre il vecchio centro di Santa Margherita si trova in posizione dominante, sul versante destro della valle. Al di sopra della rocca di Santa Margherita è ben visibile la chiesa dalla quale è possibile ammirare gran parte della valle, mentre sul lato seminascosto alla strada provinciale rimangono ancora visibili i resti della casaforte/castello un tempo di proprietà dei marchesi Malaspina.

## Storia
L'intero territorio di Santa Margherita fu incluso nel vasto Marchesato dei Malaspina; nel diploma ufficiale di infeudazione del 1164 è nominato il luogo di Santa Margherita. Nelle successive suddivisioni della famiglia, questa zona toccò (1221) al ramo dello Spino Fiorito, e nell'ulteriore suddivisione di esso (1275) fu spartito tra i Malaspina di Varzi e quelli di Oramala-Godiasco, ai quali ultimi toccarono quasi tutte le terre situate a ovest della Staffora, con centri quali Cegni, Negruzzo e Casale. Santa Margherita, con Sala, Vendemiassi, Fego, Casanova, apparteneva ai marchesi di Varzi, che nelle loro ulteriori suddivisioni generarono un ramo di Santa Margherita, che fu tra i pochi rami dei Malaspina di Varzi (vedi la storia di Varzi) a mantenersi sempre in discrete condizioni economiche e a conservare il feudo fino all'estinzione del feudalesimo (1797). Con tale feudo coincise il comune di Santa Margherita, detto Santa Margherita di Bobbio (CC I227) dal 1863. 
La parte del territorio che era passata ai marchesi di Godiasco, nelle loro suddivisioni pervenne al ramo di Cella (fraz. di Varzi). Nel 1514 il marchesato di Cella fu dagli Sforza confiscato al ribelle Barnabò Malaspina, e dato agli Sforza di Santa Fiora, feudatari di Varzi. Col passaggio al regno di Sardegna (1743) si definirono nell'ambito del marchesato di Cella diversi piccoli comuni (Cegni, Casale, Negruzzo, Cignolo), che all'inizio del secolo successivo furono uniti al comune di Cella. 
Nel 1848 come parte della Provincia di Bobbio passa dalla Liguria al Piemonte, nel 1859 entra a far parte della provincia di Pavia e quindi della Lombardia.
Nel 1929 il comune di Cella (CC C434) fu abolito: in parte fu unito a Varzi, mentre la zona che ci interessa fu aggregata al vecchio comune di Santa Margherita di Bobbio, e, insieme alla località Bersaninio staccata da Menconico, andò a formare il nuovo comune di Santa Margherita di Staffora, il cui capoluogo fu posto nella recente località di Casanova di Destra.

### Simboli
Lo stemma e il gonfalone sono stati concessi con DPR del 25 giugno 1992.
Il gonfalone è un drappo rettangolare partito di azzurro e di bianco.

## Società

### Evoluzione demografica
Abitanti censiti

## Cultura
Questi paesi fanno parte del territorio culturalmente omogeneo delle Quattro province (Alessandria, Genova, Pavia, Piacenza), caratterizzato da usi e costumi comuni e da un importante repertorio di musiche e balli molto antichi. Strumento principe di questa zona è il piffero appenninico che accompagnato dalla fisarmonica, e un tempo dalla müsa (cornamusa appenninica), guida le danze e anima le feste.
Molte sono le frazioni che portano avanti questa tradizione, in particolare Cegni festeggia il carnevale con un rito molto antico, il sabato grasso e il 16 agosto per il carnevale bianco ripropone la storia della povera donna coinvolgendo sia i paesani che i molti forestieri, anche stranieri, che partecipano ai festeggiamenti e ai balli.

## Amministrazione
| Periodo | Periodo   | Primo cittadino | Partito                                                                     | Carica  | Note |
| ------- | --------- | --------------- | --------------------------------------------------------------------------- | ------- | ---- |
| 2004    | 2014      | Pietro Brignoli | Lista civica Il tuo voto - Il nostro impegno - Santa Margherita di Staffora | Sindaco |      |
| 2014    | in carica | Andrea Gandolfi | Lista civica Rinnovamento                                                   | Sindaco |      |